# Kościół św. Mikołaja w Zaleszanach
Kościół świętego Mikołaja – rzymskokatolicki kościół parafialny należący do parafii pod tym samym wezwaniem (dekanat Gorzyce diecezji sandomierskiej).
Jest to świątynia wzniesiona w latach 1903–1905 według projektu architekta Jana Sas-Zubrzyckiego. Budowa była prowadzona przez Maksymiliana Okonia, natomiast nad całością prac czuwał komitet budowy. Inwestycja została sfinansowana przez parafian oraz dziedzica Zaleszan, barona Franciszka Ksawerego Konopkę. Świątynia została poświęcona przez Karola Fischera w 1912 roku. Budynek został poważnie uszkodzony podczas I wojny światowej i wyremontowany w dwudziestoleciu międzywojennym. Następne remonty zostały wykonane w latach 80. (wymieniono wówczas belki dachowe i pokrycia), 90. XX wieku (odnowiono wówczas polichromię i ołtarze) oraz na początku XXI wieku. 
Świątynia jest budowlą murowaną z cegły, reprezentuje styl neoromański, posiada plan krzyża łacińskiego, charakteryzuje się wieżą wtopioną w fasadę oraz sygnaturką usytuowaną na przecięciu nawy i transeptu. Wnętrze jest otynkowane, podzielone na trzy nawy, nawa główna jest wyższa od bocznych, nakrywa ją sklepienie kolebkowe z lunetami. Sklepienie prezbiterium jest ozdobione siecią żeber. Na ścianach i sklepieniu znajdują się, wykonane w połowie XX wieku malowidła autorstwa Józefa Lisa. Wyposażenie świątyni zostało wykonane na przełomie XIX i XX wieku. Należą do niego ołtarz główny i dwa boczne, chrzcielnica, stalle, ambona, dwa konfesjonały, organy oraz witraże ufundowane przez rodzinę Horodyńskich.